# Lev Le Achim
Lev Le-Achim (en hebreo: לב לאחים) (en español: "un corazón para los hermanos"), es una organización judía ortodoxa que opera en el Estado de Israel. La organización sigue las enseñanzas del judaísmo ortodoxo y trabaja para mover a los estudiantes de las escuelas seculares israelíes hacia las escuelas basadas en la enseñanza de la Torá y las enseñanzas religiosas. Lev Le-Achim envía estudiantes de alto nivel de yeshivás y colegios para reclutar a los niños israelíes para las escuelas primarias religiosas.
Como todas las organizaciones de Kiruv, su objetivo es enseñar a aquellos que han crecido en un ambiente judío no ortodoxo a practicar el judaísmo. Como institución judía ortodoxa, Lev Le-Achim se adhiere a la Halajá, la Ley judía, tal como la enseñan el Talmud y el Shulján Aruj. Lev Le-Achim observa el Shabat judío y los días festivos, y promueve las formas tradicionales de vestir (tzniut).
Entre sus objetivos están: permitir que los niños judíos reciban una educación basada en la Torá, ayudar a los judíos a guardar el Shabat en el plazo de un año y evitar que las mujeres judías tengan relaciones sexuales con los hombres árabes. Tienen centros de estudio de la Torá, ayudan a los nuevos inmigrantes judíos (olim hadashim), tienen un programa de hermanos mayores, una organización de Kiruv, y programas de prevención del abandono escolar. Muchos grandes rabinos han mostrado su apoyo a esta organización.
Ha habido algunas denuncias de acoso por parte de Lev Le-Achim y otro grupo similar llamado Yad Le-Achim, contra otras organizaciones religiosas que operan en Israel, así como una lentitud en la respuesta de las autoridades israelíes, lo que sigue siendo motivo de preocupación para el Departamento de Estado de los Estados Unidos, como se describe en su informe anual sobre la libertad religiosa internacional, publicado en 2009.